# 日本百名橋

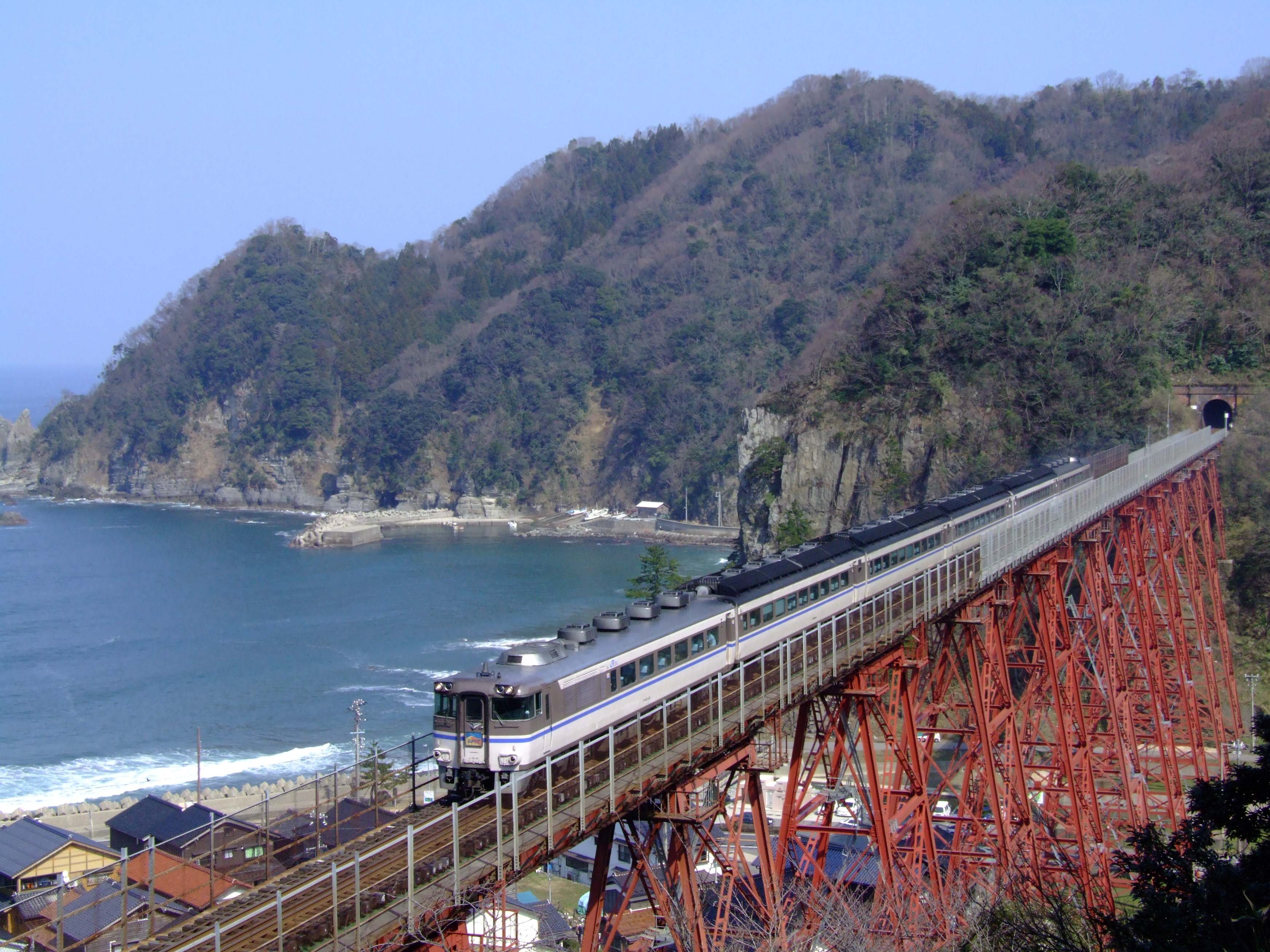
餘部橋梁（選定当時の旧橋梁）

日本百名橋（にほんひゃくめいきょう）は、橋梁工学の専門家である大阪市都市工学情報センター理事長の松村博が、その著書『日本百名橋』（鹿島出版会、1998年、ISBN 4-306-09355-7）において私選した日本の100の橋。同書では百選の番外として20の橋（自然橋などを含む）を選定している。

## 松村博
日本百名橋の選者である松村 博（まつむら ひろし、1944年-）は、大阪市出身。京都大学大学院工学研究科土木工学専攻修了後、大阪市土木局橋梁課（現・建設局土木部橋梁課）にて、神崎橋、川崎橋、此花大橋などの設計を担当。現在は大阪市都市工学情報センター理事長。

## 日本百名橋一覧

### 北海道地方
- 豊平橋（北海道札幌市豊平区）
- 旭橋（北海道旭川市）
- 幣舞橋（北海道釧路市）

### 東北地方
- 湊橋（青森県八戸市）
- 上の橋（岩手県盛岡市）
- 蛇の崎橋（秋田県横手市）
- 臥龍橋（山形県寒河江市）
- 大橋（宮城県仙台市青葉区）
- 信夫橋（福島県福島市）
- 十綱橋（福島県福島市）

### 関東地方
- 水府橋（茨城県水戸市）
- 日光・神橋（栃木県日光市）
- 大渡橋（群馬県前橋市）
- 碓氷第三橋梁（群馬県安中市）
- 水郷大橋（千葉県佐原市）
- 秩父橋（埼玉県秩父市）
- 四谷見附橋（新 - 東京都新宿区、旧（現・長池見附橋） - 東京都八王子市）
- 氷川大橋（東京都西多摩郡奥多摩町）
- 千住大橋（東京都荒川区）
- 両国橋（東京都墨田区）
- 常盤橋（東京都中央区）
- 日本橋（東京都中央区）
- 永代橋（東京都中央区）
- 二重橋（東京都千代田区）
- 八幡橋（弾正橋）（東京都江東区）
- 横浜ベイブリッジ（神奈川県横浜市中区）
- 六郷橋（神奈川県川崎市川崎区）
- 馬入橋（神奈川県平塚市）

### 中部地方
- 万代橋（新潟県新潟市中央区）
- 直江津橋（新潟県上越市）
- 愛本橋（富山県黒部市）
- 越中・舟橋（富山県富山市）
- 犀川大橋（石川県金沢市）
- 九十九橋（福井県福井市）
- 甲斐の猿橋（山梨県大月市）
- 中津橋（長野県佐久市）
- 桃介橋（長野県木曽郡南木曽町）
- 中橋（岐阜県高山市）
- 永保寺・無際橋（岐阜県多治見市）
- 富士川橋（静岡県富士市）
- 大井川橋（静岡県島田市）
- 浜名橋（静岡県浜松市中央区）
- 矢作橋（愛知県岡崎市）
- 納屋橋（愛知県名古屋市中区）
- 枇杷島橋（愛知県清須市）
- 長良大橋（岐阜県岐阜市）

### 関西地方
- 伊勢・宇治橋（三重県伊勢市）
- 瀬田唐橋（滋賀県大津市）
- 大宮橋（滋賀県大津市）
- 谷瀬の吊橋（奈良県吉野郡十津川村）
- 不老橋（三断橋）（和歌山県和歌山市）
- 三条大橋（京都府京都市中京区）
- 五条大橋（京都府京都市下京区）
- 上賀茂神社・橋殿（京都府京都市北区）
- 渡月橋（京都府京都市西京区）
- 東福寺偃月橋（京都府京都市東山区）
- 宇治橋（京都府宇治市）
- 上津屋橋（流れ橋）（京都府八幡市）
- 泉大橋（京都府木津川市）
- 長柄橋（大阪府大阪市北区、東淀川区）
- 難波橋（大阪府大阪市中央区）
- 高麗橋（大阪府大阪市中央区）
- 淀屋橋（大阪府大阪市中央区）
- 心斎橋（大阪府大阪市中央区）
- 住吉の反橋（大阪府大阪市住吉区）
- 明石海峡大橋（兵庫県神戸市、淡路市）
- 餘部橋梁（兵庫県美方郡香美町）
- 神子畑橋（兵庫県朝来市）
- 武庫大橋（兵庫県西宮市）

### 中国地方
- 智頭橋（鳥取県鳥取市）
- 瀬戸大橋（岡山県倉敷市）
- 京橋（岡山県岡山市北区、中区）
- 松江・大橋（島根県松江市）
- 羅漢寺・反橋（島根県大田市）
- 厳島・反橋（広島県廿日市市）
- 元安橋（広島県広島市中区）
- 錦帯橋（山口県岩国市）
- 平安橋（山口県萩市）

### 四国地方
- 琴平・鞘橋（香川県仲多度郡琴平町）
- 三架橋（香川県観音寺市）
- 吉野川橋（徳島県徳島市）
- 祖谷の蔓橋（徳島県三好市）
- 長浜大橋（愛媛県大洲市）
- 御幸の橋（愛媛県大洲市）
- 播磨屋橋（高知県高知市）
- 一斗俵沈下橋（高知県高岡郡四万十町）

### 九州・沖縄地方
- 常盤橋（福岡県北九州市小倉北区）
- 筑後川昇開橋（福岡県大川市）
- 長崎眼鏡橋（長崎県長崎市）
- 諫早眼鏡橋（長崎県諫早市）
- 西海橋（長崎県西海市、佐世保市）
- 祇園橋（熊本県天草市）
- 通潤橋（熊本県上益城郡山都町）
- 呉橋（大分県宇佐市）
- 耶馬溪橋（大分県中津市）
- 虹澗橋（大分県豊後大野市、臼杵市）
- 橘橋（宮崎県宮崎市）
- 西田橋（鹿児島県鹿児島市）
- 天女橋（沖縄県那覇市）

### 番外
- 上山・新橋（山形県上山市）
- 真間の継橋（千葉県市川市）
- 芦峅寺 布橋（富山県富山市）
- 木曽の桟（長野県木曽郡上松町）
- 八橋（愛知県知立市）
- 裁断橋（愛知県名古屋市熱田区）
- 飛鳥の石橋（奈良県高市郡明日香村）
- 橋杭岩（和歌山県東牟婁郡串本町）
- 天橋立（京都府宮津市）
- 行者橋（古川町橋）（京都府京都市東山区）
- 雪鯨橋（大阪府大阪市東淀川区）
- 木の根橋（兵庫県丹波市）
- 八十橋（兵庫県加古川市）
- 雄橋（広島県庄原市）
- 縮景園・跨虹橋（広島県広島市）
- 表御殿庭園石橋（徳島県徳島市）
- 独逸橋（徳島県鳴門市）
- 弓削神社 太鼓橋（愛媛県喜多郡内子町）
- 霊台橋（熊本県下益城郡美里町）
- 池田矼（沖縄県宮古島市）